# Motorex
Motorex-Bucher Group AG (MOTOREX-BUCHER GROUP) est une entreprise familiale suisse spécialisée dans le développement, la production et la commercialisation de lubrifiants, de fluides pour le travail des métaux, de produits techniques de nettoyage et d'entretien ainsi que d'équipements pour fluides. L'offre comprend plus de 2 500 formulations et est développée en permanence en collaboration avec des utilisateurs, des fabricants (OEM), des partenaires industriels, des équipes de sport automobile ainsi que des universités et des instituts de recherche.

## Histoire

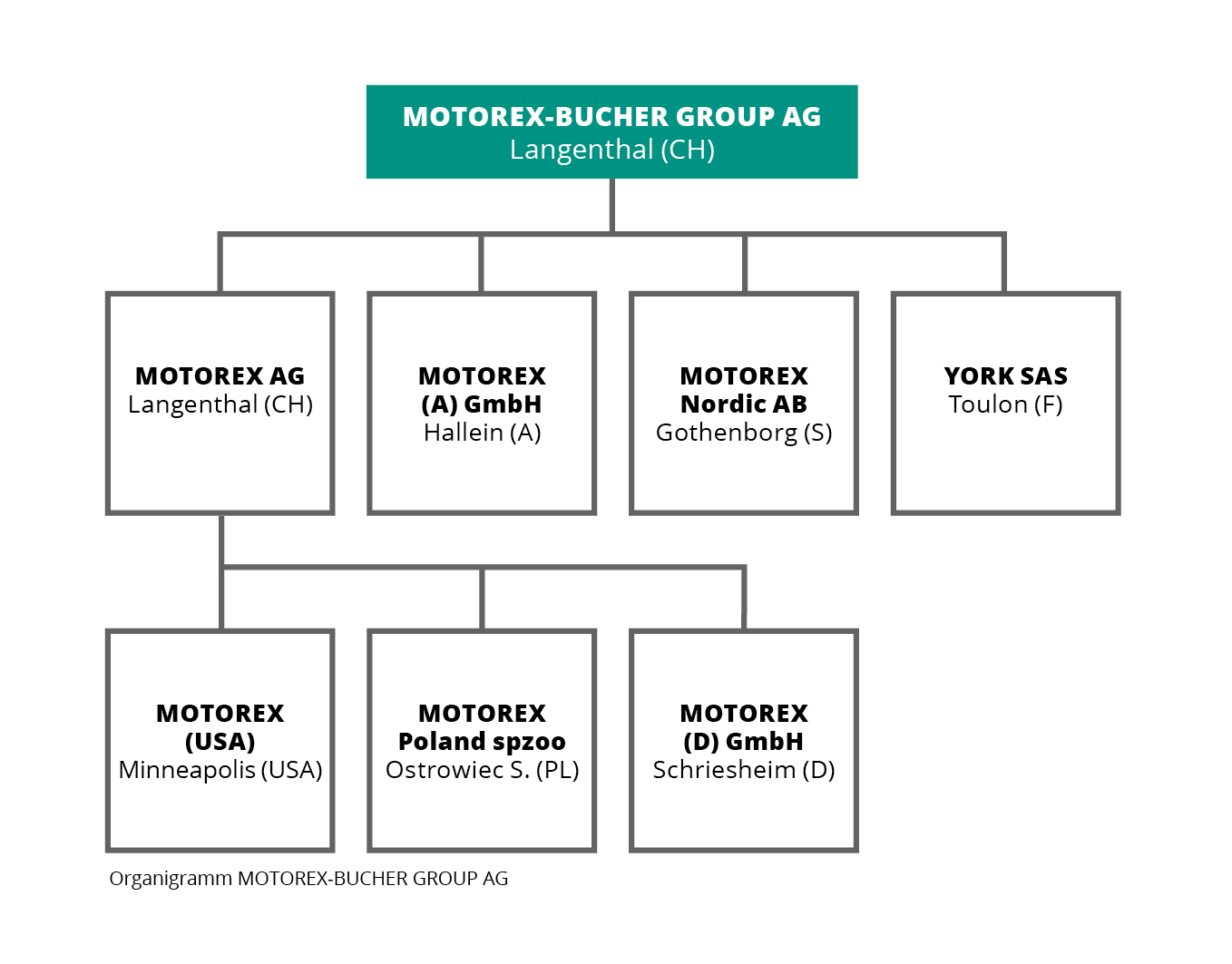
Organigramme

1917 : Création d'une petite production de produits d'entretien pour chaussures et sols près de Langenthal (Suisse).  
1920 : Lancement de la marque REX par le fondateur de l'entreprise Arnold Bucher. Poussé par l'avènement de la motorisation, Edi Bucher fait son entrée sur le marché des lubrifiants.
1947 : Lancement de la marque Motorex. Au cours des années suivantes, l'entreprise s'est développée à de nombreux niveaux. Mais les rapports de propriété sont restés inchangés. L'actuelle Motorex-Bucher Group AG est contrôlée par la 3e et la 4e génération de la famille Bucher. Le siège social se trouve à Langenthal.
La production est assurée sur les 4 sites de Langenthal, Toulon (F), Ostrowiec Świętokrzyski (PL) et Minneapolis (USA). La vente est assurée par un réseau de 130 distributeurs dans environ 85 pays. Motorex emploie des personnes de plus de 20 pays.

## Produits

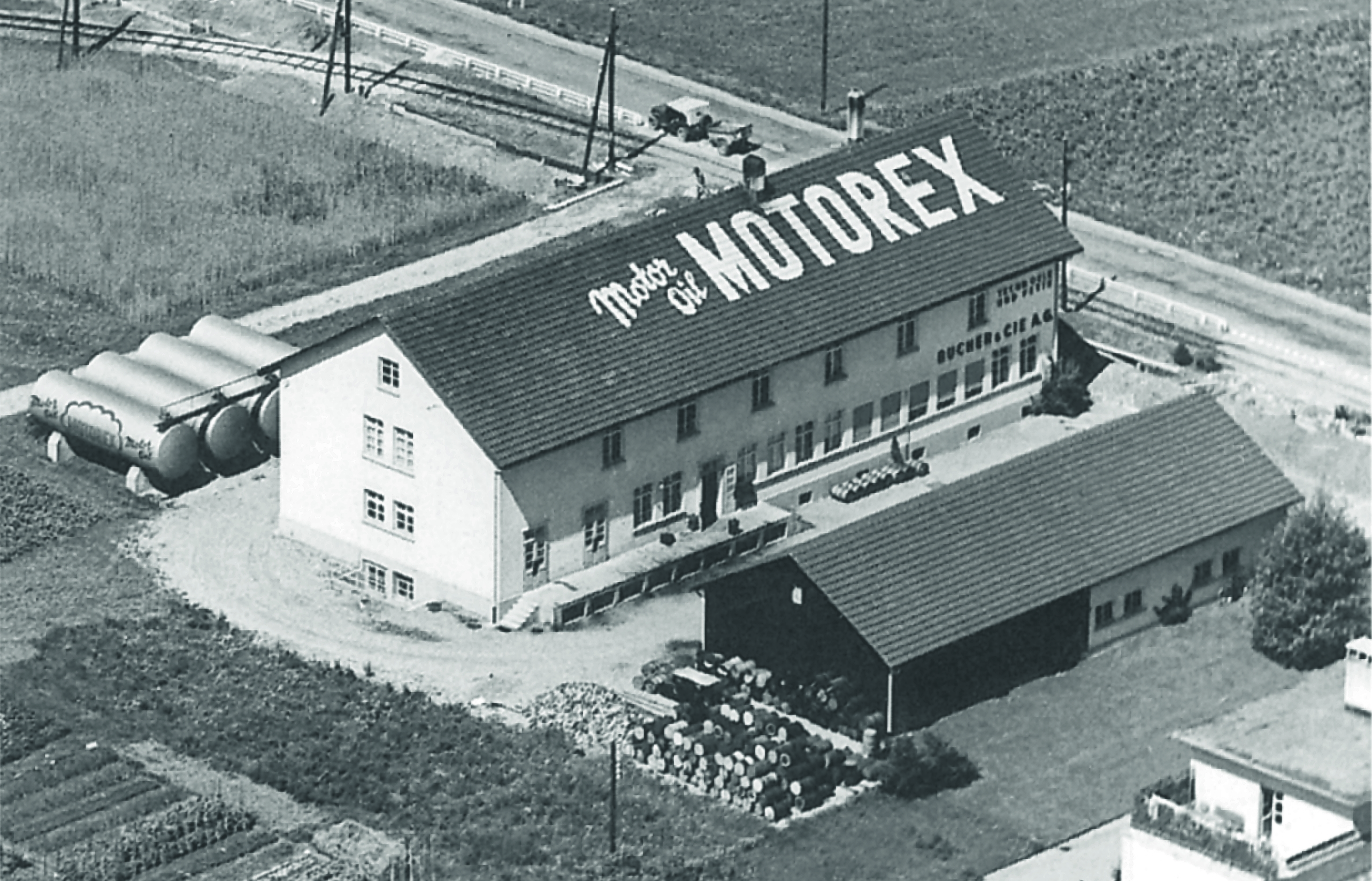
Première photo aérienne de 1951 des quatre réservoirs de stockage couchés

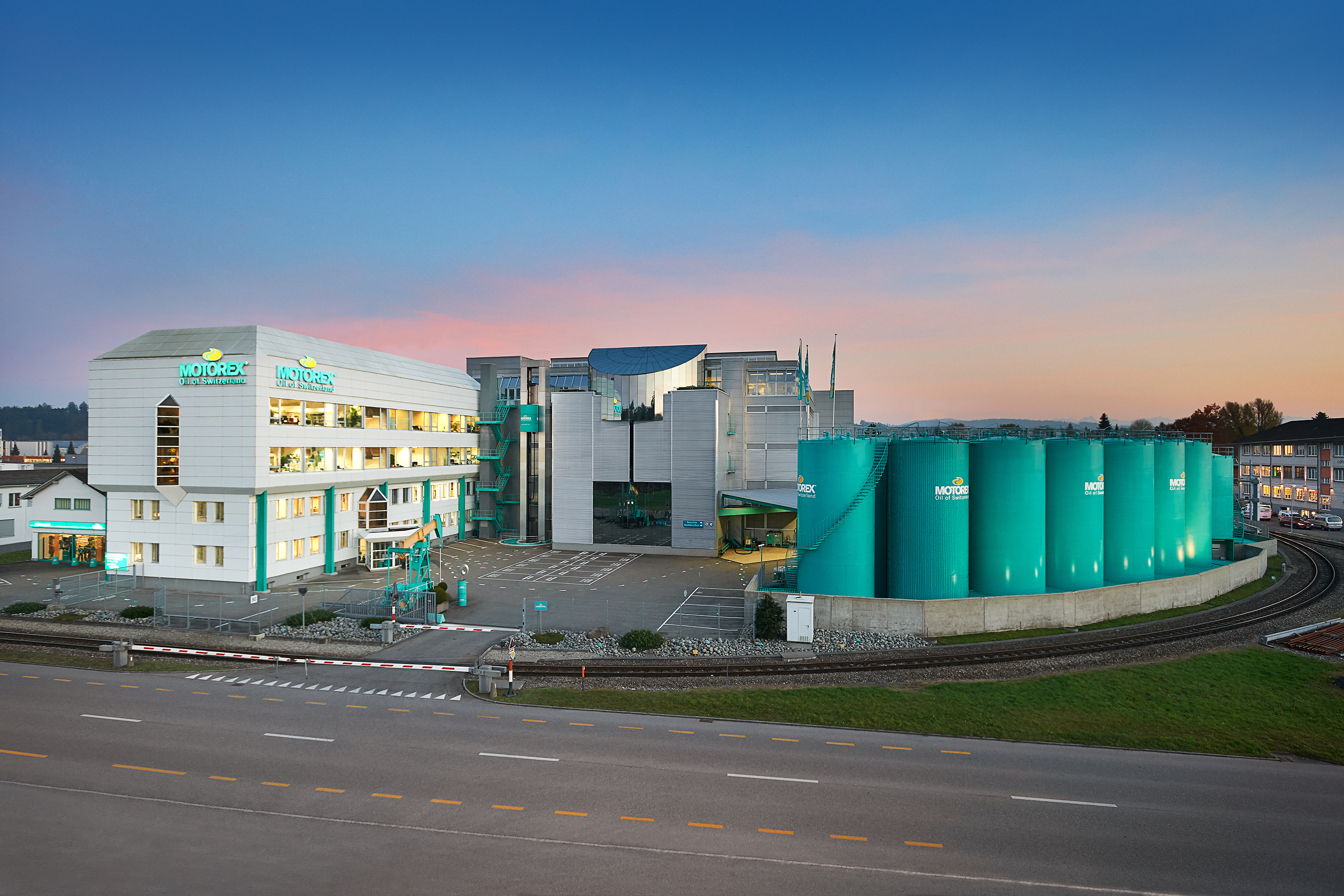
Siège principal à Langenthal BE, Suisse

Motorex est un développeur et fabricant de lubrifiants qui dispose de laboratoires de recherche, d'usines de production et d'organisations de distribution dans le monde entier. Outre les paramètres de performance technique primaires, Motorex intègre les trois facteurs suivants dans le développement de ses produits :
- Réduction des valeurs d'émission : les émissions de CO2 et autres ainsi qu'une efficacité énergétique élevée peuvent être influencées de manière significative par la qualité des lubrifiants utilisés.
- Produits biodégradables : Une gamme large et croissante de produits biologiques et biodégradables constitue une part importante et en croissance rapide de l'ensemble des activités mondiales.
- Protection de la santé des utilisateurs : les lubrifiants et les produits chimiques techniques sont des produits chimiques complexes. Motorex tient compte de leur compatibilité avec l'homme au-delà du cadre légal.

Les produits de l'entreprise sont commercialisés sous les marques Motorex (dans le monde entier) et, en France, également sous la marque York. La gamme comprend un assortiment de plus de 8 000 articles d'huiles moteur, d'huiles de transmission et d'huiles hydrauliques, de fluides pour le travail des métaux (miscibles à l'eau et non miscibles à l'eau), de graisses, de lubrifiants pour broches, de protections pour radiateurs et de fluides caloporteurs, de produits techniques de nettoyage et d'entretien, de liquides de frein, d'additifs et d'aérosols ainsi que de nombreux produits spéciaux et de niche.